# Eugène Molle
Eugène Aimé Molle (Aubenas, 24 aprile 1895 – Saint-Tropez, 20 marzo 1978) è stato un generale francese.

## Biografia
Molle si graduò all'École spéciale militaire de Saint-Cyr nel 1914. Combatté nel 2º e 4º battaglione di cacciatori a piedi durante la prima guerra mondiale, che terminò come capitano, citato sei volte. Si distinse poi particolarmente durante la seconda guerra mondiale, dapprima nel maggio 1940 durante la campagna di Norvegia all'interno del corpo di spedizione francese, comandato dal colonnello Antoine Béthouart, dove giocò un ruolo importante nella preparazione e nell'esecuzione dell'offensiva su Narvik, che portò alla presa della città il 28 maggio 1940. Fu citato nell'ordine della 1ª Divisione leggera dei cacciatori (chasseurs). Dopo la riformazione dell'esercito francese nell'Africa Francese del Nord, si distinse nuovamente, dal dicembre 1943 al giugno 1944, come colonnello dell'8º Reggimento di fucilieri marocchini, durante la campagna d'Italia e, dal 5 luglio 1944, promosso generale, al comando della fanteria della seconda Divisione marocchina di Fanteria. Il generale Jean de Lattre de Tassigny gli conferì il 10 ottobre 1944, il titolo di "vice generale responsabile del FFI" in vista della preparazione dell'integrazione delle Forze Francesi dell'Interno (FFI) nella 1ª Armata francese, allora costituita essenzialmente da unità dell'Armée d'Afrique. Compiuta la sua missione, alla fine di gennaio 1945 fu nominato comandante della 27ª Divisione di fanteria alpina. Venne menzionato ancora sei volte durante il conflitto. Dopo la guerra, comandò in particolare la 9ª regione militare di Marsiglia nel 1952, per poi concludere la sua carriera come ispettore e comandante designato della zona di difesa n° 4. Tra le altre decorazioni, nel 1946 gli fu conferita la "Croce di guerra norvegese con le spade".